# Aterica cupavia
Aterica cupavia är en fjärilsart som beskrevs av Pieter Cramer 1780. Aterica cupavia ingår i släktet Aterica och familjen praktfjärilar. Inga underarter finns listade i Catalogue of Life.